# 위치스
위치스(영어: Witches)는 대한민국의 록 밴드이다.

## 음반 목록
정규 음반
- Broomstick (2002)
- Yellow Guitar Witches (2006)

## 수상
- 2000년 MBC 강변가요제 금상